# Saulo Ribeiro
Saulo Ribeiro (Manaus, 2 de julho de 1974), irmão de Xande Ribeiro, é faixa-preta de sexto grau no Jiu-Jitsu brasileiro. Depois de ganhar faixa-preta no judô, iniciou o treinamento de Jiu-Jitsu brasileiro no Rio de Janeiro, com Royler Gracie, filho de Hélio Gracie, na famosa Gracie Humaitá.
Saulo recebeu sua faixa preta no Jiu-Jitsu em 27 de novembro de 1995. Menos de dois anos depois, ele venceu sua primeira luta de MMA. Ele também venceu o Campeonato Mundial de Jiu-Jitsu cinco vezes, em igual quantidade de classes de peso.

## Biografia
Saulo Ribeiro nasceu em Manaus, Brasil, em 2 de julho de 1974. Aos 15 anos e já praticante de judô, Saulo começou a treinar Jiu Jitsu como uma maneira de melhorar seu jogo de judô, aprendendo as finalizações. Ele se mudou de casa em dezembro de 1991 e foi para a escola no Rio de Janeiro. No Rio de Janeiro, Saulo iniciou seu treinamento com Royler Gracie, no lendário Gracie Humaitá. Pouco depois de receber o faixa-preta de Royler Gracie em 27 de novembro de 1995, Saulo conquistou o título nacional brasileiro de leves.

## Universidade de Jiu Jitsu
Ao lado do irmão Xande, Saulo dirige a Universidade de Jiu Jitsu em San Diego, Califórnia, uma escola que se concentra tanto nos aspectos tradicionais e de caráter dos alunos quanto na capacidade técnica e prática. A escola foi inaugurada em 10 de fevereiro de 2007 e atualmente é a sede da associação Ribeiro Jiu-Jitsu com mais de 50 afiliadas em todo o mundo.
Saulo também é autor do livro Universidade de Jiu Jitsu, um manual de treinamento detalhado que apresenta técnicas para cada nível de faixa, da faixa branca à faixa preta. Além disso, ele ensina em vários lançamentos instrucionais em DVD, como a série "Revolução Brasileira de Jiu-Jitsu", lançada pela primeira vez em 2004.

## Instrução
É dito que Saulo, através da Associação Ribeiro Jiu-Jitsu, tem mais de dois mil estudantes, e graduou mais de sessenta faixas-pretas.[carece de fontes?] Saulo também foi treinador de muitos competidores de alto nível, como o campeão mundial de Jiu-Jitsu, Rafael Lovato Jr., e o lutador de MMA Diego Sanchez, que treinou na academia The Arena (MMA) em San Diego até a volta de Sanchez ao seu estado natal, o Novo México.

## Aposentadoria e devolução
O ADCC de 2009 em Barcelona seria o último de Saulo e, para surpresa de muitos, competiu na categoria de peso +99 kg. Ele derrotou Kouji Kanechika e o campeão mundial de Jiu-Jitsu Romulo Barral antes de perder para o muito maior Fabrício Werdum na semifinal por decisão dos juízes. Depois de perder a decisão de outro juiz na disputa do terceiro lugar com Jeff Monson, Saulo anunciou sua aposentadoria do jiu-jitsu profissional e da competição de luta.
Menos de um ano depois, Ribeiro anunciou que competiria pela primeira vez no torneio Internacional de Mestres e Seniores. Ele conseguiu vencer sua divisão de peso, juntamente com o troféu da equipe de Gracie Humaita, que havia perdido para a Gracie Barra no ano anterior.
Em 9 de agosto de 2014, Saulo enfrentou Rodrigo Medeiros em uma luta de luta no Metamoris IV. A luta terminou empatada.

## Linhagem do instrutor
Kanō Jigorō → Tomita Tsunejirō → Mitsuyo "Conde Koma" Maeda → Carlos Gracie → Hélio Gracie → Royler Gracie → Saulo Ribeiro